# 上食道神經節

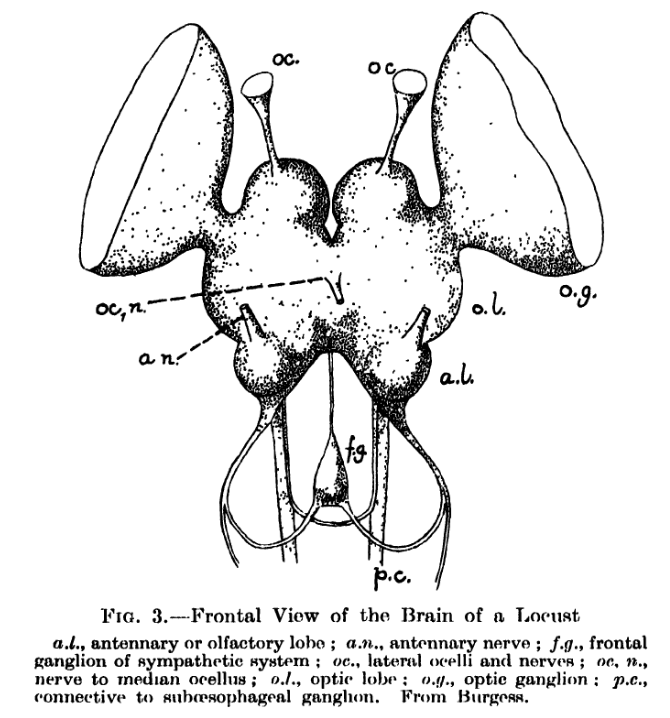
蝗蟲腦

上食道神經節或食管上神经节（supraesophageal ganglion）是节肢动物（特别是昆蟲）头部内位於食道背侧的一团神经组织，是其中樞神經系統的第一個部分，負責接收及處理從第一、第二和第三體節傳來的特殊感觉信息，并在一定程度上扮演脑的角色。
上食道神經節由三個部分組成：原腦（protocerebrum，連著眼）、二腦（deutocerebrum，連著觸角）、三腦（tritocerebrum，连着上唇）。三腦的腦葉分岔並环绕食道连接食道腹侧的下食道神經節（subesophageal ganglion），后者继续向后连接腹神经索中对应各体节的神经节。因为无脊椎动物的神经系统架构整体上非常去中心化，腹神经索中这些呈梯状排列相连的神经节其实才是各体节的主要控制中心，所以即使上食道神经节与其它神经组织之间的神经回路被切断，也不会完全影响头部以下身体本能的器官和肢体功能。

## 參見

上食管神經節（5），下食管神經節（31）